# Limbi slave de sud
Limbile slave de sud reprezintă una dintre cele trei ramuri de limbi slave.

## Clasificare
Limbile slave de sud:
- Vestice:
  - Sârbocroată
    - Bosniacă
    - Croată
      - Bunevță

    - Muntenegreană
    - Sârbă
      - Romano-sârbă

  - Slovenă

- Estice:
  - Slavonă (încă folosită în biserică)
    - Bulgară
    - Macedoneană